# Johannes Nider
Johannes Nider (Isny im Allgäu, 1380 - Colmar, 13 d'agost de 1438), fou un frare dominicà alemany.

## Biografia
Desenvolupà un important paper en el Concili de Basilea. Fou un escriptor i polemista prolífic, autor de diversos tractats d'argument religiós.
Entrà a l'orde dels dominics a Colmar el 1402. Després estudià a Colònia i posteriorment a la Universitat de Viena (1422-1426).
Prengué part al Concili de Constança (1414-1418) i va esdevenir un dels principals exponents dels corrents reformadors dins de l'Orde dels predicadors. També va tenir un paper molt actiu en la persecució dels hussites.
El 1428 fou elegit prior del convent de Nuremberg; l'any següent fou nomenat vicari general de la província d'Alemanya, càrrec que va tenir fins a la seva mort. També va ser prior del convent de Basilea.
El 1431 prengué part al Concili de Basilea (1431-1449). El 1434 fou enviat com a emissari del concili a la Dieta de Ratisbona.

## Obres
Entre les seves obres es poden destacar:
- "De lepra morali", Norimbergae 1471; Colonia 1472 circa; Basileae 1475; Parisii, 1510.
- Praeceptorium divinae legis i.e Tractatuus de decem praeceptis, un comentari als Deu manaments que va tenir 17 edicions a la impremta abans del 1500.
- "Manuale confessorum ad instructionem spiritualium pastorum", Coloniae 1467/1472; Norimbergae 1471; Parisii, 1473.
- "Consolatorium timoratae conscientiae", Parisii 1478; Augustae 1484 ca.; Augustae 1494 ca.; Romae 1604.

La seva obra més destacada és el "Formicarius", un tractat sota la forma del diàleg entre teòleg i el seu deixeble. El "Formicarius", acabat entre el 1436 i el 1438, fou imprès tres vegades entre el 1472 i el 1484 i tingué cinc ulteriors edicions entre el 1516 i el 1692. El cinquè llibre, que tractava dels "enganys del malefici" (De maleficis et eorum deceptionibus) fou una de les principals fonts (junt amb el Directorium inqusitotum, de Nicolau Eimeric) del tractat Malleus Maleficarum (martell d'heretges, o de bruixes).

## Enllaços extrens
- (francès) Documents medievals
- (anglès) Excerpts of the Formicarius: Nider
- (anglès) Excerpts of the Formicarius